# 佩斯利和南倫弗魯郡 (英國國會選區)
佩斯利和南倫弗魯郡（英語：Paisley and Renfrewshire South），英國國會蘇格蘭一郡選區，包括倫弗魯郡南部。選區設於2005年。
本區當區議員為蘇格蘭民族黨的瑪莉·伯克，她擊敗在2010年大選以59.6%選票連任，屬工黨的道格拉斯·亞歷山大。